# Diogmites sallei
Diogmites sallei là một loài ruồi trong họ Asilidae. Diogmites sallei được Bellardi miêu tả năm 1861. Loài này phân bố ở vùng Tân nhiệt đới và Tân Bắc giới.